# SMS Derfflinger
De SMS Derfflinger was een slagkruiser van de Duitse Kaiserliche Marine, vernoemd naar de Brandenburgse veldmaarschalk baron Georg von Derfflinger. Dit schip gaf haar naam aan de Derfflinger-klasse en maakte deel uit van de verkenningsgroep onder leiding van viceadmiraal Franz von Hipper.

## Ontwerp

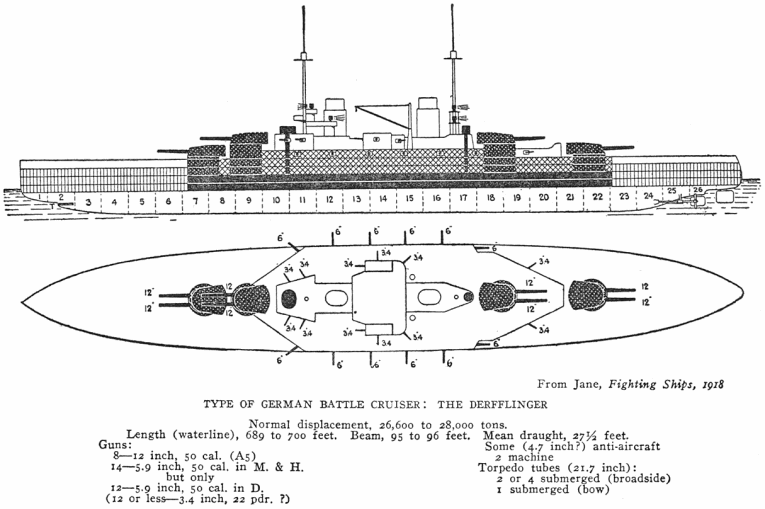
Plan van een slagkruiser uit de Derfflinger-klasse

De SMS Derfflinger werd gebouwd om de pantserkruiser SMS Hertha uit de Victoria-Louiseklasse te vervangen, die uit dienst werd genomen in november 1914, na een carrière van zestien jaar.
De eerste vier Duitse "grote kruisers" werden met een kaliber van 280 mm, min of meer krachtig, geordend in vier dubbele geschuttorentjes , in het midden twee zoals op de SMS Von der Tann. De von Moltke-klasse werd uitgerust met een vijfde axiaal torentje, terwijl de Britse Royal Navy ook over dergelijke schepen beschikte, maar dan met een hoofdbewapening van 343 mm (de Lion-klasse). Er werd besloten in de zomer van 1911 om op de k-kreuzer (later SMS Derfflinger), de ersatz Kaiserin Augusta (later de SMS Lützow) en de ersatz Hertha in 1912 (later de SMS Hindenburg), kanonnen van een kaliber van 305 mm te plaatsen, reeds gebruikt op de slagschepen van de Helgoland-klasse. Er werd gekozen voor vier geschuttorens, twee overlappende vooraan en twee overlappende achteraan. Deze bewapeningseigenschappen werden door de Amerikaanse marine al gebruikt om een schip als dreadnought aan te duiden, de South-Carolinaklasse.
Maar de Japanners besloten bij de scheepsfabrikant Vickers een slagkruiser, ontworpen door George Thurston te construeren, met vier aparte torens met elk een kanon kaliber 356 mm en geplaatst zoals op de USS South-Carolina. Na de indienstname van het schip beïnvloedde het de keuze van de Royal Navy, die uiteindelijk voor de HMS Tiger, die klaar was in 1914, een maand na de voltooiing van de Derfflinger, dezelfde opstelling gebruikte.
Het ontwerp van de romp werd gewijzigd naar een zogenaamd flushdeck, waarop de secundaire batterijen, twaalf kanonnen kaliber 150 mm, werden geïnstalleerd, altijd met kazematten, wat echter niet voorkwam dat er bij zwaar weer water binnenstroomde. Het pantser was identiek aan de SMS Seydlitz, 300 mm aan de romp, maar de bepantsering van de hoofdbewapening werd verhoogd naar 270 mm. De topsnelheid van de Derfflinger was gelijk aan die van de lichtere Seydlitz. De motoren, met veertien kolenketels en acht stoomturbines, die samen bijna drie ton wogen, wekten een vermogen van 77.000 pk op.

## Dienst

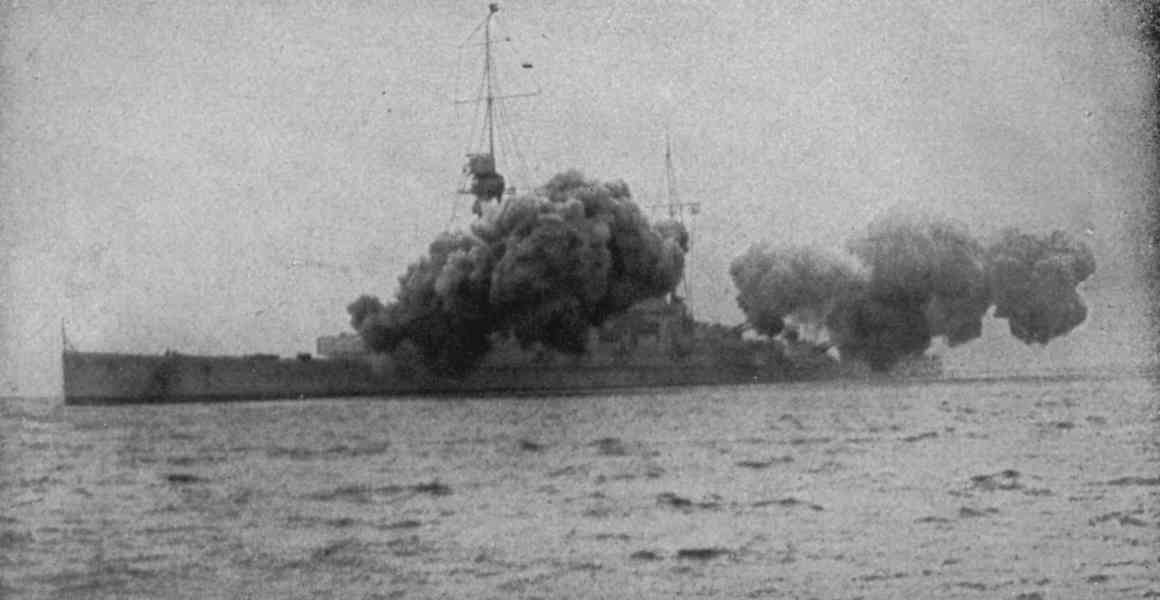
De Derfflinger vuurt een salvo af tijdens de Slag bij Jutland

De vijfde Duitse slagkruiser werd door Blohm & Voss in Hamburg geproduceerd en in dienst genomen vanaf 1 september 1914, toen de bewapening erop gezet was en sloot zich in november van dat jaar aan bij de 1ste Verkenningsgroep van de Hochseeflotte - tegen de orders van de overste van Franz von Hipper in. Zowel tijdens de bombardementen op Engelse steden (16 december 1914 en 25 april 1916) als de Slag bij de Doggersbank (25 februari 1915), liep de Derfflinger slechts geringe schade op.

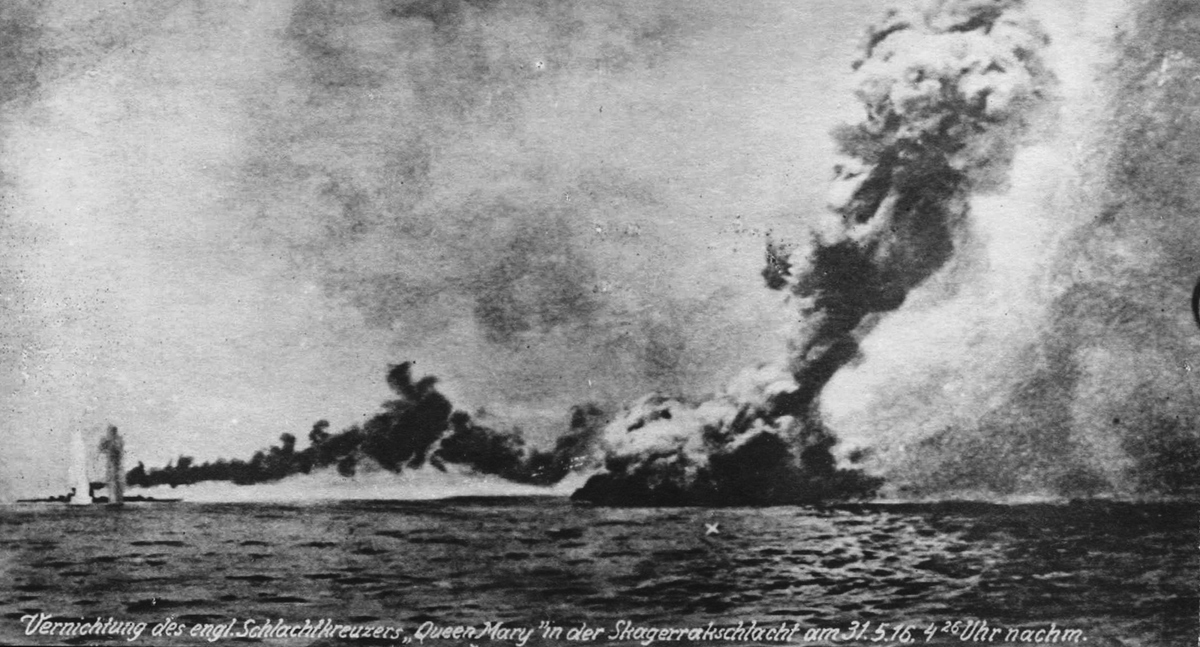
De Queen Mary explodeert door toedoen van de Derfflinger

Tijdens de Slag bij Jutland (31 mei 1916) profiteerde het schip van een fout bij de aanwijzing van de doelen door de Britten, en kon, wegens het gebrek aan slagkruisers, naar het zuiden vluchten. Rond 14.30 uur was het schip terug op het strijdperk en begon samen met de Seydlitz de HMS Queen Mary te bombarderen, die bijna gelijktijdig ontplofte na het incasseren van vijf zware granaten. Rond 18.30 uur probeerde de Derfflinger, samen met de Lützow de HMS Invincible te vernietigen. Kort daarna ontplofte ook dit schip en zonk het. Om 19.15 uur, toen admiraal Reinhard Scheer de slagkruisers naar voren stuurde om de tragere slagschepen de tijd te geven om terug te varen, kwam de Derfflinger in het heetst van de strijd te liggen en werd in een half uur door veertien granaten geraakt. De twee achterste geschuttorens werden door een grote ontploffing vernield, waarbij 150 matrozen de dood vonden. Zeer toegetakeld kon het schip zijn snelheid gebruiken om naar de haven te varen, waar de mankementen gerepareerd werden, wat duurde tot september 1916.

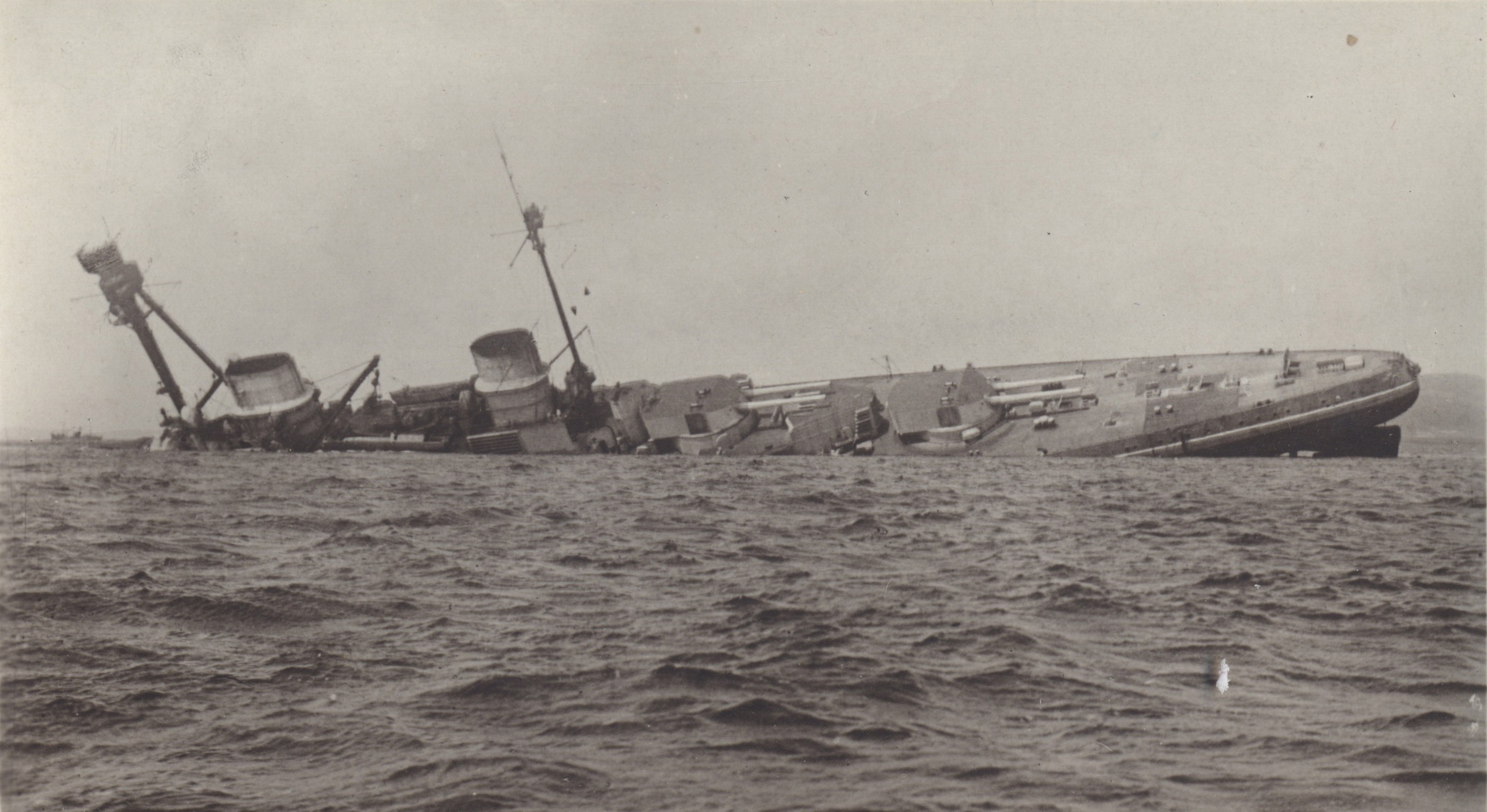
De Derfflinger zinkt bij Scapa Flow

Daarna zou de Derfflinger in de haven blijven liggen, totdat in 1918, na de Kaiserschlacht, alle hoop op een overwinning vervlogen leek. Men beval dat de gehele Hochseeflotte voor een allerlaatste keer moest uitvaren om de beslissende slag op zee uit te vechten. In Kiel weigerden de bemanningsleden van enkele schepen dit te doen, en de muiterij verspreidde zich naar andere havens. Conform de Wapenstilstand van 11 november werd de gehele Duitse vloot geïnterneerd in Scapa Flow, waar de Derfflinger tot zinken werd gebracht op 21 juni 1919.